# Бекетова Єлизавета Григорівна
Єлизавета Григорівна Бекетова (грудень 1834, Оренбург — 1 (14) жовтня 1902, Санкт-Петербург) — російська перекладачка; донька мандрівника Григорія Кареліна, мати перекладачки та поетеси Катерини Бекетової, перекладачки та поетеси Марії Бекетової, перекладачки Олександри Кублицької-Піоттух, бабуся відомого поета Олександра Блока.

## Життєпис
Освіту здобула самостійно. У 1854 році вийшла заміж за ботаніка та публіциста Андрія Бекетова. У сім'ї підтримувала інтерес до літератури. Вплинула на становлення художніх смаків відомого поета Олександра Блока, свого онука. Вільно володіла основними європейськими мовами.

## Перекладацька діяльність
З 1850-х років займалася перекладацькою діяльністю. Першими великими публікаціями стали переклади романів «Даніелла» Жорж Санд та «Хатина дядька Тома» Гарієт Бічер-Стоу, що вийшли додатками до часопису «Російський вісник» в 1857 році. Переклала «Мері Бертон» Елізабет Гаскелл (« Час», 1861 ; № 4-9), «Даніель Деронда» Джордж Еліот (Санкт-Петербург, 1877), «Подорож навколо світу на кораблі „Бігль“» Чарльза Дарвіна (Санкт -Петербург, 1865 ; багаторазово перевидавались).

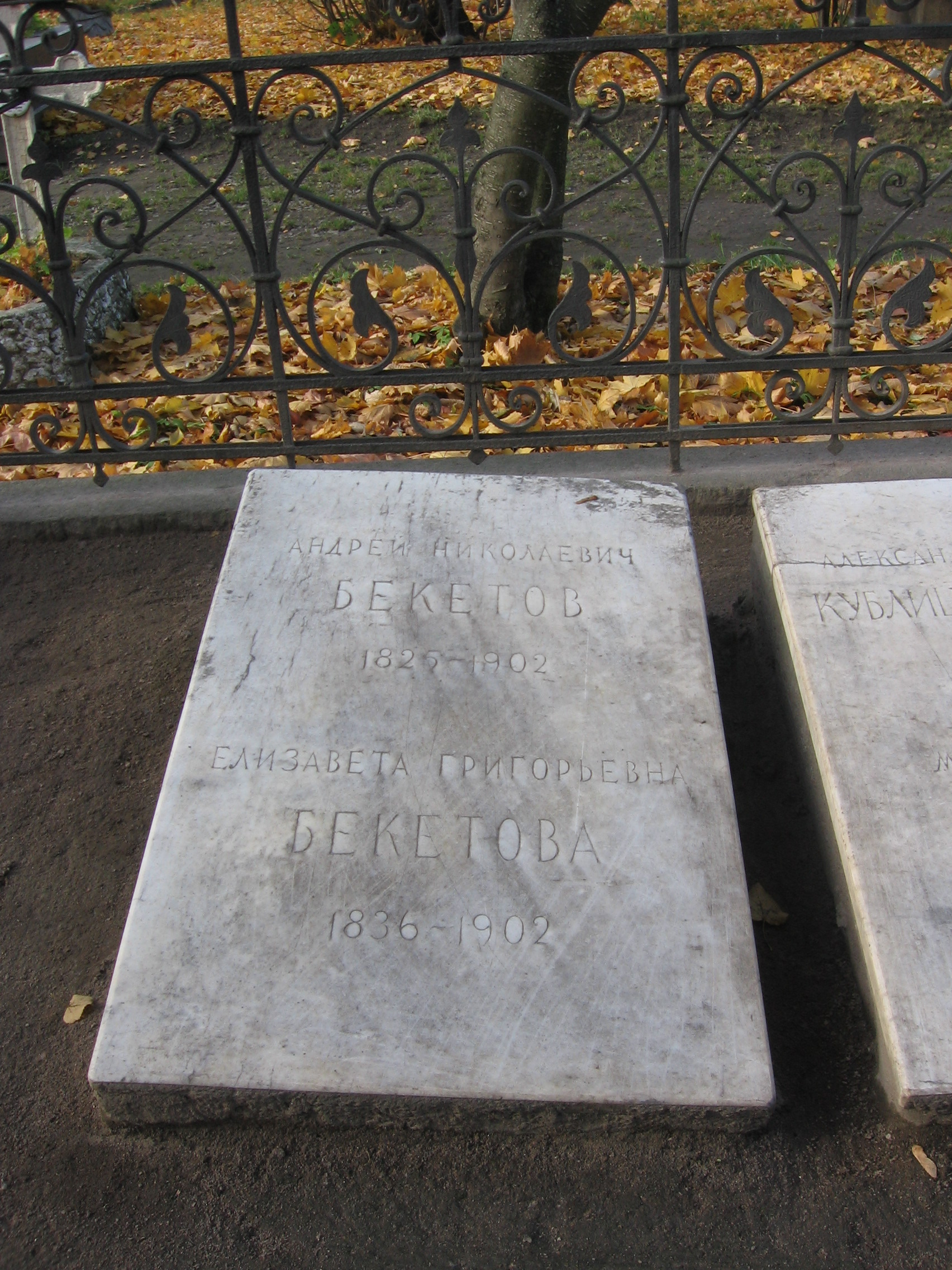
Надгробок подружжя Андрія Бекетова та Єлизавети Бекетової на Літераторських містках у Петербурзі

Свою перекладацьку діяльність активізувала у 1890-ті роки. У додатку до часопису «Вісник іноземної літератури» під редакцією Олександра Енгельгардта були видані її переклади книг Генрі Мортьона Стенлі «У нетрях Африки» (1892) та «Мої чорношкірі супутники та їх дивовижні розповіді» (1894), роман М. Деленд «Сідні» (1895). Для видань Григорія Пантелєєва перекладала твори Вальтера Скотта, Чарльза Дікенса, Віктора Гюго, Оноре де Бальзака, Олівера Голдсміта, Вільяма Текерея, Алена Рене Лесажа, Френсіса Брета Гарта, Гі де Мопассана, «Сентиментальне виховання» Гюстава Флобера.
Незадовго до смерті склала також популярні нариси про англійських механіків Г. Йодслея, Дж. Стефенсон та Р. Стефенсона, а також Дж. Несміта в книзі «Герої праці. Ряд життєписів, складених за Смайльсом та іншими. За редакцією Єлизавети Бекетової» (Санкт-Петербург, 1902); автори інших життєписів у цій книзі — Марія Бекетова (Христофор Колумб та Авраам Лінкольн) та Олександра Кублицька-Піоттух (Михайло Ломоносов).
Померла 1 (14) жовтня 1902 року у Санкт-Петербурзі. Була похована на Смоленському православному цвинтарі, в 1944 році її прах разом з прахом доньок перепоховали на Літераторських містках Волковського цвинтаря .
Деякі переклади Єлизавети Бекетової продовжували перевидаватися в 1950-х і 1960-х роках, наприклад, скорочений переклад «Давида Коперфілда» Чарльза Дікенса та «Айвенго» Вальтера Скотта.